# Nati nel 1967/Dicembre
| Questa pagina contiene informazioni ricavate automaticamente dalle voci biografiche con l'ausilio del template Bio e di un bot. L'aggiornamento è periodico e automatico e ricostruisce completamente la pagina. Se manca una persona in questa lista, sei pregato di non aggiungerla, ma accertati piuttosto che la sua voce biografica contenga il template Bio e che i dati anagrafici siano correttamente compilati. Se il template Bio manca, inseriscilo tu stesso o, in alternativa, metti l'avviso {{tmp\|Bio}} che ne segnala la mancanza. Se i dati riportati sono sbagliati, correggi direttamente la voce biografica; le modifiche saranno visibili in questa lista entro pochi giorni. Per chiarimenti vedi il progetto biografie. La lista contiene solo le 259 persone che sono citate nell'enciclopedia e per le quali è stato implementato correttamente il template Bio. Pagina aggiornata al 10 ago 2025. |

- 1º dicembre - Stephen Blackehart, attore, produttore televisivo e sceneggiatore statunitense
- 1º dicembre - Sunay Bulut, ex sollevatore turco
- 1º dicembre - Nestor Carbonell, attore statunitense
- 1º dicembre - Ian Hazel, allenatore di calcio e ex calciatore inglese
- 1º dicembre - Konstantin Mirovič Kozeev, cosmonauta russo
- 1º dicembre - Phil Parkinson, allenatore di calcio e ex calciatore inglese
- 1º dicembre - Elena Vasile, ex cestista rumena
- 1º dicembre - Terry Virts, ex astronauta statunitense
- 1º dicembre - Achim Walcher, ex fondista austriaco
- 1º dicembre - Albertine Zullo, illustratrice svizzera
- 2 dicembre - Wojciech Bartnik, ex pugile polacco
- 2 dicembre - Alessandro Caranci, ex rugbista a 15 italiano
- 2 dicembre - Mary Creagh, politica britannica
- 2 dicembre - Sabrina Duranti, doppiatrice e direttrice del doppiaggio italiana
- 2 dicembre - Rebecca Godfrey, scrittrice canadese († 2022)
- 2 dicembre - Massimiliano Lelli, ex ciclista su strada italiano
- 2 dicembre - Giovanni Parisi, pugile italiano († 2009)
- 2 dicembre - Silvia Todeschini, ex cestista italiana
- 3 dicembre - Stephen K. Amos, comico e attore britannico
- 3 dicembre - Johnson Bwalya, ex calciatore zambiano
- 3 dicembre - Kateřina Chlebowczyková, ex cestista cecoslovacca
- 3 dicembre - Mark Deklin, attore statunitense
- 3 dicembre - Nicolae Guță, cantante rumeno
- 3 dicembre - Gilles Marguet, biatleta francese
- 3 dicembre - Roberto Martínez Vera-Tudela, ex calciatore peruviano
- 3 dicembre - Ondoro Osoro, ex maratoneta e mezzofondista keniota
- 3 dicembre - Greg Sutton, ex cestista statunitense
- 4 dicembre - Adamski, musicista e produttore discografico inglese
- 4 dicembre - Guillermo Amor, allenatore di calcio e ex calciatore spagnolo
- 4 dicembre - Fernando Gonçalves, ex calciatore portoghese
- 4 dicembre - Nami Iguchi, regista e sceneggiatrice giapponese
- 4 dicembre - Igor' Korneev, allenatore di calcio e ex calciatore russo
- 4 dicembre - Paolo Mandelli, allenatore di calcio e ex calciatore italiano
- 4 dicembre - Massimo Morini, cantante, musicista e regista italiano
- 4 dicembre - Nick Rizzuto, mafioso canadese († 2009)
- 4 dicembre - Klaus Wilmsmeyer, ex giocatore di football americano canadese
- 5 dicembre - Gary Allan, cantautore statunitense
- 5 dicembre - Fabio Danti, pilota automobilistico italiano († 2000)
- 5 dicembre - Juan Carlos Fresnadillo, regista, sceneggiatore e produttore cinematografico spagnolo
- 5 dicembre - Luc Jacquet, regista francese
- 5 dicembre - Todd Kerns, bassista, chitarrista e cantante canadese
- 5 dicembre - Knez, cantante montenegrino
- 5 dicembre - Konstantin-Assen di Bulgaria, principe bulgaro
- 5 dicembre - Frank Luck, ex biatleta tedesco
- 5 dicembre - Teoman Öztürk, ex cestista tedesco
- 5 dicembre - Bogdan Stelea, allenatore di calcio e ex calciatore rumeno
- 5 dicembre - Julio César Toresani, calciatore argentino († 2019)
- 5 dicembre - Annachiara Valle, giornalista, scrittrice e blogger italiana
- 5 dicembre - Antony Walker, direttore d'orchestra, direttore teatrale e direttore artistico australiano
- 5 dicembre - Sabine Zwiener, ex mezzofondista tedesca
- 6 dicembre - Judd Apatow, sceneggiatore, regista e comico statunitense
- 6 dicembre - Ian Bogie, allenatore di calcio e ex calciatore inglese
- 6 dicembre - Giacomo Ferrari, allenatore di calcio e ex calciatore italiano
- 6 dicembre - Arnaldo Mesa, pugile cubano († 2012)
- 6 dicembre - Jack Owen, chitarrista statunitense
- 6 dicembre - Germano Pierdomenico, dirigente sportivo e ex ciclista su strada italiano
- 6 dicembre - Lucia Rijker, pugile, kickboxer e attrice olandese
- 6 dicembre - Marko Simeunovič, ex calciatore sloveno
- 7 dicembre - Derrick Borte, regista, sceneggiatore e produttore cinematografico tedesco
- 7 dicembre - Václav Chalupa, ex canottiere ceco
- 7 dicembre - Alberico Gambino, politico italiano
- 7 dicembre - Danny Hassel, attore statunitense
- 7 dicembre - David Hirst, ex calciatore inglese
- 7 dicembre - Jason Lutes, fumettista statunitense
- 7 dicembre - Paolo Patanè, attivista italiano
- 7 dicembre - Doina Stăiculescu, ex ginnasta rumena
- 8 dicembre - Maher al-Assad, ex ufficiale siriano
- 8 dicembre - Níver Arboleda, calciatore colombiano († 2011)
- 8 dicembre - Andrea Bormida, fumettista italiano
- 8 dicembre - Jeff George, ex giocatore di football americano statunitense
- 8 dicembre - Alvin Heggs, ex cestista statunitense
- 8 dicembre - Skeeter Henry, ex cestista statunitense
- 8 dicembre - Junkie XL, musicista, compositore e polistrumentista olandese
- 8 dicembre - Raúl Labrador, politico statunitense
- 8 dicembre - Samantha Lang, regista e sceneggiatrice australiana
- 8 dicembre - Karl Meltzer, ultramaratoneta statunitense
- 8 dicembre - Kotono Mitsuishi, doppiatrice giapponese
- 8 dicembre - Svetlana Panjutina, biatleta russa († 2022)
- 8 dicembre - Pekka Suorsa, ex saltatore con gli sci finlandese
- 9 dicembre - Ray Agnew, ex giocatore di football americano statunitense
- 9 dicembre - Marie-Pierre Baby, ex biatleta francese
- 9 dicembre - Joshua Bell, violinista statunitense
- 9 dicembre - Coffi Codjia, ex arbitro di calcio beninese
- 9 dicembre - Filippo Busin, politico italiano
- 9 dicembre - David Emmer, regista, sceneggiatore e autore televisivo italiano
- 9 dicembre - Caryn Kadavy, ex pattinatrice artistica su ghiaccio statunitense
- 9 dicembre - Peter Klaunzer, ex calciatore liechtensteinese
- 9 dicembre - David Levien, sceneggiatore, produttore cinematografico e produttore televisivo statunitense
- 10 dicembre - Bader Al-Halabeej, ex calciatore kuwaitiano
- 10 dicembre - Ljubov' Beljakova, ex biatleta russa
- 10 dicembre - Daniel Dutuel, ex calciatore francese
- 10 dicembre - Shannon Hamm, chitarrista statunitense
- 10 dicembre - Donghua Li, ex ginnasta cinese
- 10 dicembre - Messiah Marcolin, cantante svedese
- 10 dicembre - Arnold Pinnock, attore canadese
- 10 dicembre - Antonio Rosmini, mafioso italiano
- 10 dicembre - Naoko Yoshino, arpista giapponese
- 11 dicembre - Adel Abdelrahman, ex calciatore egiziano
- 11 dicembre - Zoran Boškovski, ex calciatore macedone
- 11 dicembre - Margherita D'Amico, scrittrice, giornalista e attivista italiana
- 11 dicembre - Mo'Nique, attrice, comica e scrittrice statunitense
- 11 dicembre - Katy Steding, ex cestista e allenatrice di pallacanestro statunitense
- 12 dicembre - Flórián Albert, ex calciatore ungherese
- 12 dicembre - Vincenzo Ciampi, politico italiano
- 12 dicembre - Daniele Contardo, musicista, polistrumentista e attore teatrale italiano
- 12 dicembre - Walter Kogler, allenatore di calcio e ex calciatore austriaco
- 12 dicembre - Yuzo Koshiro, compositore giapponese
- 12 dicembre - John Randle, ex giocatore di football americano statunitense
- 12 dicembre - Tor Arne Sannerholt, ex calciatore norvegese
- 12 dicembre - Sivan Shavit, cantante, attrice e doppiatrice israeliana
- 12 dicembre - Zoltán Solymosi, ex ballerino ungherese
- 12 dicembre - Dave Szott, ex giocatore di football americano statunitense
- 13 dicembre - Jamie Foxx, attore e cantante statunitense
- 13 dicembre - Colin Kolles, imprenditore, dirigente d'azienda e dirigente sportivo rumeno
- 13 dicembre - Mika Kuusisto, ex fondista finlandese
- 13 dicembre - NeNe Leakes, personaggio televisivo, attrice e stilista statunitense
- 13 dicembre - Lorenzo Nigro, archeologo italiano
- 13 dicembre - Chris O'Loughlin, ex schermidore statunitense
- 13 dicembre - Veli Paloheimo, ex tennista finlandese
- 13 dicembre - Václav Roubíček, ex tennista ceco
- 13 dicembre - Scott Zolak, ex giocatore di football americano statunitense
- 13 dicembre - Wang Tao, tennistavolista cinese
- 14 dicembre - Fred Cavayé, regista cinematografico e sceneggiatore francese
- 14 dicembre - Hanne Haugland, ex altista norvegese
- 14 dicembre - Sonja Johnson, cavallerizza australiana
- 14 dicembre - George O'Boyle, ex calciatore nordirlandese
- 14 dicembre - Palhinha, dirigente sportivo, allenatore di calcio e ex calciatore brasiliano
- 14 dicembre - Eldridge Recasner, ex cestista e allenatore di pallacanestro statunitense
- 15 dicembre - Keith Askins, ex cestista e allenatore di pallacanestro statunitense
- 15 dicembre - Matteo Belfrond, ex sciatore alpino italiano
- 15 dicembre - Oscar Brevi, allenatore di calcio e ex calciatore italiano
- 15 dicembre - Guglielmo Cazzulani, presbitero, teologo e saggista italiano
- 15 dicembre - Tim Chappel, costumista australiano
- 15 dicembre - Philippe Chappuis, fumettista svizzero
- 15 dicembre - André Flem, ex calciatore norvegese
- 15 dicembre - Juro Kuvicek, ex calciatore slovacco
- 15 dicembre - Andrea Monti, giurista e editore italiano
- 15 dicembre - Miranda Otto, attrice australiana
- 15 dicembre - Aleh Ryžankoŭ, biatleta bielorusso
- 15 dicembre - Elix Skipper, wrestler statunitense
- 15 dicembre - Kendall Windham, ex wrestler statunitense
- 15 dicembre - Marc van Oostendorp, linguista e esperantista olandese
- 15 dicembre - David Černý, scultore ceco
- 16 dicembre - Lior Arditti, ex cestista israeliano
- 16 dicembre - Donovan Bailey, ex velocista canadese
- 16 dicembre - Rubén Dundo, ex calciatore argentino
- 16 dicembre - Paolo Foglia, italiano († 2002)
- 16 dicembre - Mark Messmer, politico statunitense
- 16 dicembre - Saša Mrkić, allenatore di calcio e ex calciatore serbo
- 16 dicembre - Paolo Perrone, politico italiano
- 16 dicembre - Ion Timofte, ex calciatore rumeno
- 16 dicembre - Monica Vaillant, ex pallanuotista italiana
- 17 dicembre - Valeria Cardinali, politica italiana
- 17 dicembre - Gigi D'Agostino, disc jockey e produttore discografico italiano
- 17 dicembre - Omar Espineda, ex giocatore di calcio a 5 paraguaiano
- 17 dicembre - Herzi Halevi, generale israeliano
- 17 dicembre - Ed Horton, ex cestista statunitense
- 17 dicembre - Isabelle Pentucci, ex schermitrice svizzera
- 17 dicembre - Massimo Romeo Piparo, regista teatrale, direttore artistico e produttore teatrale italiano
- 17 dicembre - Salavat Rachmetov, arrampicatore russo
- 18 dicembre - Dmitrij Bagrjanov, lunghista russo († 2015)
- 18 dicembre - Luigi Mangano, militare italiano
- 18 dicembre - Ngunda Mbuli, ex cestista della Repubblica Democratica del Congo
- 18 dicembre - Dan McGwire, ex giocatore di football americano statunitense
- 18 dicembre - Darko Milanič, allenatore di calcio e ex calciatore sloveno
- 18 dicembre - Tracey Morton, ex tennista australiana
- 18 dicembre - Mille Petrozza, chitarrista e cantante tedesco
- 18 dicembre - Radhouane Salhi, allenatore di calcio e ex calciatore tunisino
- 18 dicembre - Christopher Theofanidis, compositore statunitense
- 18 dicembre - Robert Wahlberg, attore statunitense
- 19 dicembre - Criss Angel, illusionista, attore e musicista statunitense
- 19 dicembre - Charles Austin, ex altista statunitense
- 19 dicembre - Andrea Bottazzi, dirigente sportivo e ex calciatore italiano
- 19 dicembre - Pat Fallon, politico statunitense
- 19 dicembre - Roland Hennig, ex pistard tedesco
- 19 dicembre - Toshinobu Kawai, ex pattinatore di short track giapponese
- 19 dicembre - Jens Lehmann, politico, ex pistard e ciclista su strada tedesco
- 19 dicembre - Cristiana Mainardi, sceneggiatrice e produttrice cinematografica italiana
- 19 dicembre - Ago Panini, regista, bassista e pubblicitario italiano
- 20 dicembre - Dmitrij Bykov, scrittore e giornalista russo
- 20 dicembre - Patrice Eyraud, allenatore di calcio e ex calciatore francese
- 20 dicembre - Barbara Fiammengo, ex altista italiana
- 20 dicembre - Fabrizio Manfredi, doppiatore, dialoghista e direttore del doppiaggio italiano
- 20 dicembre - Howard Wright, ex cestista statunitense
- 21 dicembre - Emil Caras, allenatore di calcio e ex calciatore moldavo
- 21 dicembre - Barbara Gallavotti, biologa italiana
- 21 dicembre - Ervin Johnson, ex cestista statunitense
- 21 dicembre - Fritz Karl, attore austriaco
- 21 dicembre - Daniele Marcheggiani, attore e produttore cinematografico italiano
- 21 dicembre - Terry Mills, ex cestista e allenatore di pallacanestro statunitense
- 21 dicembre - Patrick Morrisey, politico e avvocato statunitense
- 21 dicembre - Mikheil Saak'ashvili, politico ucraino
- 22 dicembre - Chiara Caselli, attrice, regista e fotografa italiana
- 22 dicembre - Richey Edwards, chitarrista gallese († 1995)
- 22 dicembre - Erik L'Homme, scrittore francese
- 22 dicembre - Yutaka Nakamura, animatore e character designer giapponese
- 22 dicembre - Dan Petrescu, allenatore di calcio e ex calciatore rumeno
- 22 dicembre - Ingo Schütze, storico della filosofia tedesco
- 22 dicembre - Clóvis Simas, ex giocatore di calcio a 5 brasiliano
- 22 dicembre - Martina Voss-Tecklenburg, allenatrice di calcio e ex calciatrice tedesca
- 23 dicembre - Steve Barker, ex calciatore e allenatore di calcio sudafricano
- 23 dicembre - Carla Bruni, cantautrice, attrice e supermodella italiana
- 23 dicembre - Vincenzo Cavazzana, allenatore di pallacanestro e ex cestista italiano
- 23 dicembre - Thomas Ernst, dirigente sportivo e ex calciatore tedesco
- 23 dicembre - Petr Hrdlička, ex tiratore a volo cecoslovacco
- 23 dicembre - Lamar Lathon, ex giocatore di football americano statunitense
- 23 dicembre - Zheng Dongmei, ex cestista cinese
- 24 dicembre - Kim Bertholet, ex cestista canadese
- 24 dicembre - Ivo Ergović, ex calciatore croato
- 24 dicembre - Michail Ščennikov, ex marciatore russo
- 24 dicembre - Pernilla Wahlgren, cantante e attrice svedese
- 25 dicembre - Yasmin Fahimi, sindacalista e politica tedesca
- 25 dicembre - Pavlo Klimkin, politico e diplomatico ucraino
- 25 dicembre - Takenobu Mitsuyoshi, compositore, doppiatore e cantante giapponese
- 25 dicembre - Boris Novković, cantante e compositore croato
- 25 dicembre - Massimo Palombella, presbitero e direttore di coro italiano
- 25 dicembre - Oleg Tinkov, imprenditore e banchiere cipriota
- 26 dicembre - Ana Burgos, triatleta spagnola
- 26 dicembre - Cristian David, politico rumeno
- 26 dicembre - Maurilio Leto, attore italiano
- 26 dicembre - Hans Palmquist, ex calciatore svedese
- 26 dicembre - Rico Steinmann, ex calciatore tedesco orientale
- 27 dicembre - Blutch, fumettista francese
- 27 dicembre - Corrado Carosio, compositore e pianista italiano
- 27 dicembre - Patrick Eddie, ex cestista statunitense
- 27 dicembre - Giovanni Floris, giornalista, scrittore e saggista italiano
- 27 dicembre - Brent Haygarth, ex tennista sudafricano
- 27 dicembre - Kenny Miller, ex cestista statunitense
- 27 dicembre - Mark Stimson, allenatore di calcio e calciatore inglese
- 27 dicembre - David Tonoyan, politico armeno
- 27 dicembre - Gregory Brian Waldis, attore svizzero
- 27 dicembre - William Amaral de Andrade, allenatore di calcio e ex calciatore brasiliano
- 28 dicembre - Beto, cantante portoghese († 2010)
- 28 dicembre - Ivan Hechtermans, ex giocatore di calcio a 5 belga
- 28 dicembre - Mabel Lozano, attrice e ex modella spagnola
- 28 dicembre - Franco Santi, politico sammarinese
- 28 dicembre - Chris Ware, fumettista statunitense
- 29 dicembre - Chris Barnes, cantante e produttore discografico statunitense
- 29 dicembre - Andreas Buck, ex calciatore tedesco
- 29 dicembre - Henry Jones, ex giocatore di football americano statunitense
- 29 dicembre - James McTeigue, regista australiano
- 29 dicembre - Francesco Nepitello, autore di giochi italiano
- 29 dicembre - Fabio Rainieri, politico italiano
- 29 dicembre - Stefano Salvatori, calciatore e allenatore di calcio italiano († 2017)
- 29 dicembre - Dirk Schuster, ex calciatore tedesco orientale
- 29 dicembre - Evan Seinfeld, cantante e bassista statunitense
- 29 dicembre - Kevin Toth, ex pesista statunitense
- 29 dicembre - Thorsten Weidner, ex schermidore tedesco
- 30 dicembre - Marcus Malte, scrittore francese
- 30 dicembre - Fernando Moner, ex calciatore argentino
- 30 dicembre - Tuanku Syed Faizuddin Putra Jamalullail, principe malese
- 31 dicembre - Eleonora Bagarotti, giornalista e saggista italiana
- 31 dicembre - Yōsuke Eguchi, attore e cantante giapponese
- 31 dicembre - Mamadou Faye, ex calciatore senegalese
- 31 dicembre - Wilfredo Loyola, ex schermidore cubano
- 31 dicembre - Giovanni Orsina, politologo e storico italiano
- 31 dicembre - Donnie Steele, chitarrista e bassista statunitense
- 31 dicembre - Andrew Stroud, pilota motociclistico neozelandese
- 31 dicembre - Valdeir, ex calciatore brasiliano